# Hemavan
Hemavan est une localité de la  commune de Storuman, du comté de Västerbotten, au nord de la Suède. Elle est située sur la route européenne 12 la reliant entre autres à Storuman et Mo i Rana (en Norvège).
Se trouvant aux pieds de plusieurs montagnes des Alpes scandinaves telles que Norra Storfjället, Södra Storfjället et Artfjället, à l'entrée de la vaste réserve naturelle de Vindelfjällen, c'est un site touristique important, que cela soit en hiver, grâce à sa station de ski ou en été, se situant à l'extrémité sud du célèbre sentier de randonnée Kungsleden.